# Ханделох
Ханделох (њем. Handeloh) општина је у њемачкој савезној држави Доња Саксонија. Једно је од 42 општинска средишта округа Харбург. Према процјени из 2010. у општини је живјело 2.482 становника. Посједује регионалну шифру (AGS) 3353015.

## Географски и демографски подаци
Ханделох се налази у савезној држави Доња Саксонија у округу Харбург. Општина се налази на надморској висини од 46 метара. Површина општине износи 26,9 km². У самом мјесту је, према процјени из 2010. године, живјело 2.482 становника. Просјечна густина становништва износи 92 становника/km².